# Britanski Honduras
Britanski Honduras (eng. British Honduras) je ime bivše britanske kolonije na istočnoj obali Srednje Amerike, koja se spaja s jugoistočnim dijelom Meksika. Danas se ovdje nalazi država Belize. 
Prvi Europljani ovdje su se naselili u 18. stoljeću te 1871. godine, ovaj teritorij postaje britanska kraljevska kolonija. Tijekom 1964. Britanski je Honduras dobio samoupravu. Belize je proglasio neovisnost od Britanaca 21. rujna 1981. kao posljednji kontinentalni posjed Ujedinjenog Kraljevstva.

## Povijest
Prvi Europljani, koji su se naselili na teritoriju Britanskog Hondurasa bile su britanske drvodjelje, koje su došli u ove krajeve 1638. godine. Kolonija je bila od posebne važnosti i značaja za Britansko Carstvo, zbog sirovina za boje i prvoklasnog drveta, koje je služilo za gradnju brodova kraljevske mornarice.
Zbog ekonomske krize i teritorijalnih zahtjeva Španjolske, kolonija je bila meta čestih napada španjolskih doseljenika tijekom 17. – 18. stoljeća. Španjolska je htjela ovu koloniju preuzeti za sebe. Posebno je u travnju 1754. bio zabilježen neuspješan napad španjolskog ekspedicijskoga korpusa od 1,500 vojnika na britanski garnizon, koji je tada imao samo 250 vojnika. Sukobi su se nastavili i dalje te su Španjolci čak uspjeli osvojiti i uništiti grad Belize u rujnu 1779. godine. Konačnu pobjedu Britanaci su izvojevali u Bitci kod St. George's Cayea 10. rujna 1798. godine.